# ورم عضلي أملس وعائي
ورم عضلي أملس وعائي أو عضلوم ليفي وعائي (بالإنجليزية: Angioleiomyoma)‏ ويحدث هذا الورم في الجلد ويعتقد أنهُ ينشأ من العضلة الملساء الوعائية، وعادةً ما يكون مُكتسبًا.